# Carzeto
Carzeto è una frazione del comune di Soragna, in provincia di Parma.
La località dista 3,30 km dal capoluogo.

## Geografia fisica
La località della bassa parmense sorge a nord-est di Soragna, nel territorio pianeggiante compreso tra i torrenti Stirone a ovest e Rovacchia a est.

## Storia
Il più antico documento che menzioni il borgo di Carzeto risale al 9 maggio dell'882.
In epoca medievale fu edificata la primitiva cappella di Carezeto, nominata per la prima volta nel 1230 nel Capitulum seu Rotulus Decimarum della diocesi di Parma.
Il villaggio, dipendente dal vicino centro di Soragna, feudo dal 1347 dei marchesi Lupi, fu successivamente citato nel 1520 come Carzereto e nel 1550 come Cazereto.
Il marchesato, ereditato nel 1513 da Giampaolo I Meli Lupi, nel 1709 fu elevato al rango di principato imperiale da Giuseppe I d'Asburgo.
Nel 1805 Napoleone decretò l'abolizione dei diritti feudali nell'ex ducato di Parma e Piacenza e l'anno seguente Carzeto divenne frazione del nuovo comune (o mairie) di Soragna.
Tra il 1946 e il 1948 le strade della località furono trasformate a cadenza annuale in circuito motociclistico per una delle più importanti manifestazioni sportive dell'epoca di tutto il Parmense, organizzata dal "Circolo amici di Carzeto".

## Monumenti e luoghi d'interesse

### Chiesa di San Giovanni Battista

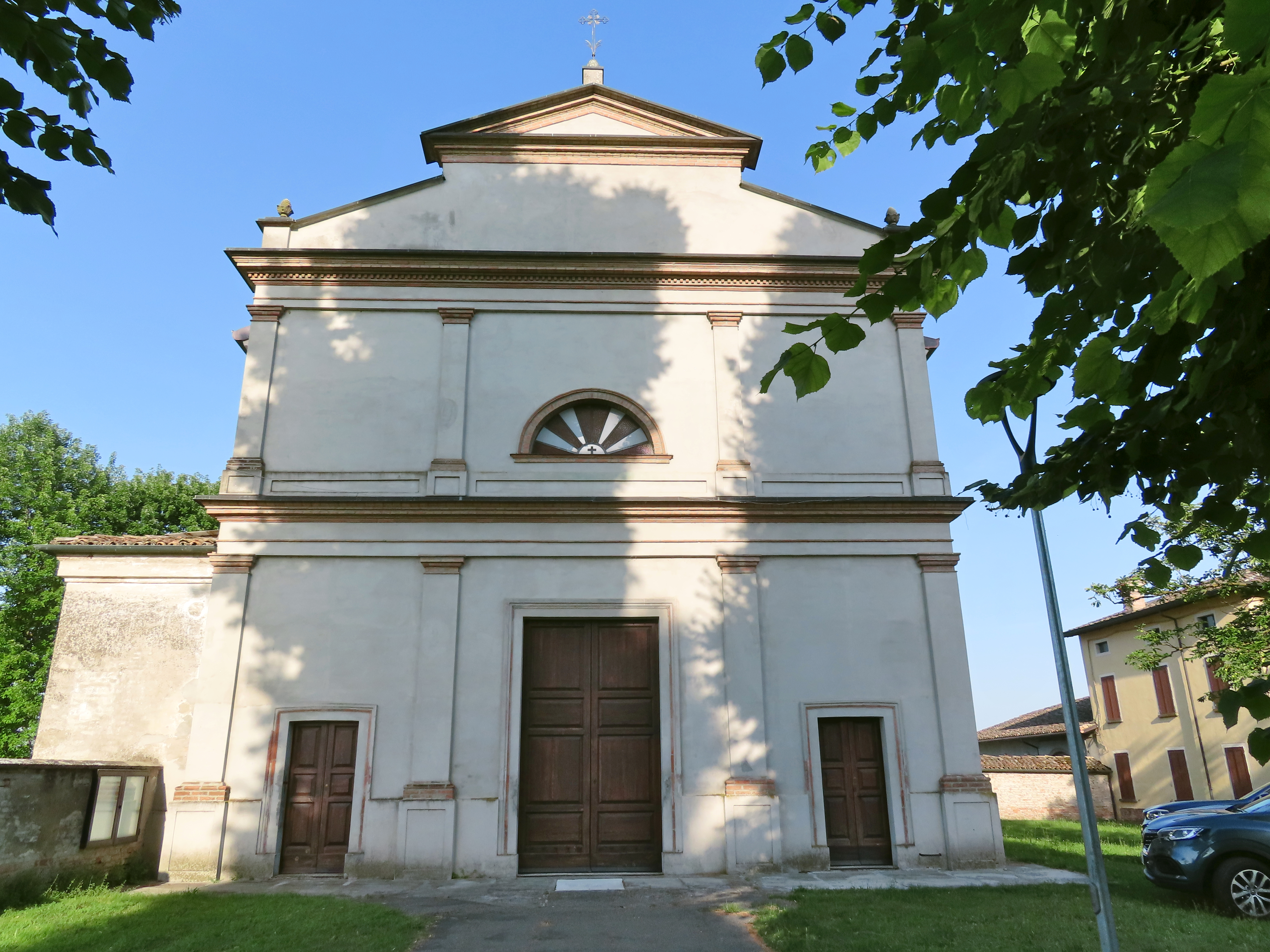
Chiesa di San Giovanni Battista

Menzionata per la prima volta nel 1230, la chiesa fu ricostruita in stile barocco tra il 1664 e il 1673; ristrutturata internamente in forme neoclassiche tra il 1883 e il 1886, fu arricchita della facciata nel 1906; la chiesa conserva varie opere di pregio, tra cui la pala d'altare raffigurante la Nascita di san Giovanni Battista, dipinta da Michelangelo Anselmi nel 1548, e l'organo a canne realizzato nel 1881 dalla ditta Aletti di Monza.

### Fontana della giovinezza
Realizzata nel 1933 attingendo naturalmente l'acqua da una falda artesiana individuata da un rabdomante, la fontana della giovinezza divenne presto il più significativo punto d'interesse del piccolo borgo, tanto da essere raffigurata sui cartelli stradali all'ingresso della frazione.

## Cultura

### Eventi
Dalla fine del XX secolo si svolge nei 5 km che circondano e attraversano la frazione la rievocazione storica del circuito di Carzeto, cui partecipano moto storiche.